# Arber Xhekaj
Arber Xhekaj, född 30 januari 2001, är en kanadensisk-tjeckisk professionell ishockeyback som spelar för Montreal Canadiens i National Hockey League (NHL).
Han har tidigare spelat för Kitchener Rangers och Hamilton Bulldogs i Ontario Hockey League (OHL).
Xhekaj blev aldrig NHL-draftad.
Hans far är från Albanien medan modern är bördig från Tjeckien.

## Statistik
| Källa: Utv = Utvisningsminuter Uppdaterad: 2023-05-14 | Källa: Utv = Utvisningsminuter Uppdaterad: 2023-05-14 | Källa: Utv = Utvisningsminuter Uppdaterad: 2023-05-14 |                                           | Grundserie                                | Grundserie                                | Grundserie                                | Grundserie                                | Grundserie                                |                                           | Slutspel                                  | Slutspel                                  | Slutspel                                  | Slutspel                                  | Slutspel                                  |                                           |
| Säsong                                                | Lag                                                   | Liga                                                  | Matcher                                   | Mål                                       | Assists                                   | Poäng                                     | Utv                                       | Matcher                                   | Mål                                       | Assists                                   | Poäng                                     | Utv                                       |                                           |                                           |                                           |
| ----------------------------------------------------- | ----------------------------------------------------- | ----------------------------------------------------- | ----------------------------------------- | ----------------------------------------- | ----------------------------------------- | ----------------------------------------- | ----------------------------------------- | ----------------------------------------- | ----------------------------------------- | ----------------------------------------- | ----------------------------------------- | ----------------------------------------- | ----------------------------------------- | ----------------------------------------- | ----------------------------------------- |
| 2016–2017                                             | Mississauga Senators                                  | GTHL                                                  | —                                         | 1                                         | 9                                         | 10                                        | —                                         | —                                         | —                                         | —                                         | —                                         | —                                         |                                           |                                           |                                           |
| 2017–2018                                             | St. Catharines Falcons                                | GOJHL                                                 | 46                                        | 4                                         | 18                                        | 22                                        | 110                                       | 11                                        | 0                                         | 1                                         | 1                                         | 24                                        |                                           |                                           |                                           |
| 2018–2019                                             | Kitchener Rangers                                     | OHL                                                   | 55                                        | 6                                         | 4                                         | 10                                        | 77                                        | —                                         | —                                         | —                                         | —                                         | —                                         |                                           |                                           |                                           |
| 2019–2020                                             | Kitchener Rangers                                     | OHL                                                   | 51                                        | 6                                         | 11                                        | 17                                        | 88                                        | —                                         | —                                         | —                                         | —                                         | —                                         |                                           |                                           |                                           |
| 2020–2021                                             | Kitchener Rangers                                     | OHL                                                   | Spelade ej på grund av covid-19-pandemin. | Spelade ej på grund av covid-19-pandemin. | Spelade ej på grund av covid-19-pandemin. | Spelade ej på grund av covid-19-pandemin. | Spelade ej på grund av covid-19-pandemin. | Spelade ej på grund av covid-19-pandemin. | Spelade ej på grund av covid-19-pandemin. | Spelade ej på grund av covid-19-pandemin. | Spelade ej på grund av covid-19-pandemin. | Spelade ej på grund av covid-19-pandemin. | Spelade ej på grund av covid-19-pandemin. | Spelade ej på grund av covid-19-pandemin. | Spelade ej på grund av covid-19-pandemin. |
| 2021–2022                                             | Kitchener Rangers                                     | OHL                                                   | 18                                        | 6                                         | 11                                        | 17                                        | 54                                        | —                                         | —                                         | —                                         | —                                         | —                                         |                                           |                                           |                                           |
|                                                       | Hamilton Bulldogs                                     | OHL                                                   | 33                                        | 6                                         | 11                                        | 17                                        | 84                                        | 18                                        | 6                                         | 10                                        | 16                                        | 50                                        |                                           |                                           |                                           |
| 2022–2023                                             | Montreal Canadiens                                    | NHL                                                   | 51                                        | 5                                         | 8                                         | 13                                        | 101                                       | —                                         | —                                         | —                                         | —                                         | —                                         |                                           |                                           |                                           |
| NHL totalt                                            | NHL totalt                                            | NHL totalt                                            | 51                                        | 5                                         | 8                                         | 13                                        | 101                                       | —                                         | —                                         | —                                         | —                                         | —                                         |                                           |                                           |                                           |
| OHL totalt                                            | OHL totalt                                            | OHL totalt                                            | 161                                       | 20                                        | 34                                        | 54                                        | 265                                       | 22                                        | 6                                         | 10                                        | 16                                        | 52                                        |                                           |                                           |                                           |